# CBS Radio
CBS Radio este o companie de emisie radiofonică și rețea de posturi radio deținută de către CBS Corporation. Este unul dintre cele mai mari grupuri de posturi radio din Statele Unite ale americii, operând 116 posturi de radio.
Deși implicarea CBS în emisiunea radiofonică datează din perioada înființării CBS Radio Network în 1927, divizia actuală de radio a fost formată prin achiziționarea în 1997 a Infinity Broadcasting de către Westinghouse, proprietarul companiei CBS. În 1999, Infinity a devenit o divizie a Viacom; în 2005, Viacom a unit CBS și Infinity Broadcasting într-o companie separată, iar noua divizie a fost redenumită CBS Radio. Este singurul grup radio care a rămas asociat cu o rețea majoră de televiziune, deoarece NBC a renunțat la postul radio în anii 1980, iar ABC și-a vândut divizia radio către Citadel Broadcasting (acum parte a Cumulus Media) 20 de ani mai târziu.
În 2016, directorul CBS, Leslie Moonves, a declarat că grupul condus de el analiza posibilitatea vânzării CBS Radio. Deși CBS Corporation a decis inițial să efectueze o ofertă publică inițială, ea a anunțat, în schimb, pe 2 februarie 2017, că a fost de acord să-și vândă divizia radio către Entercom.

## Origini
CBS Radio este una dintre cele mai vechi unități din cadrul CBS Corporation și a fost fondat în jurul anului 1928. Cu toate acestea, postul CBS Radio Network (actualul CBS Radio News) a fost lansat în 1927, când CBS era cunoscut sub numele de United Independent Broadcasters. Columbia Records s-a alăturat mai târziu și compania a fost redenumită Columbia Phonographic Broadcasting System. În septembrie 1927, Columbia Records a vândut postul de radio către William S. Paley și în 1928 Paley a simplificat numele companiei în Columbia Broadcasting System.

## Istoric
Compania care va deveni CBS Radio a fost înființată în 1972 ca Infinity Broadcasting Corporation de Michael A. Wiener și Gerald Carrus, prin achiziționarea KOME, un post de radio FM, care emitea în zona San Francisco Bay Area. Ea a devenit o companie cotată la bursă de două ori: în 1986 și din nou în 1992.
În august 2006, CBS Radio a anunțat vânzarea a 15 posturi de radio din Cincinnati, Ohio; Memphis, Tennessee; Austin, Texas; și Rochester, New York către Entercom Communications. Această afacere a primit acordul FCC la mijlocul lunii noiembrie 2007, după ce s-a produs o revizuire a cadrului de reglementare și s-a încheiat oficial în data de 30 noiembrie. Alte câteva posturi, majoritatea aflate în zone mai puțin populate, au fost, de asemenea, vândute unor companii precum Border Media Partners și Peak Media Corporation.

## Posturile de radio de știri
CBS Radio operează aproape toate posturile de radio de știri din Statele Unite ale Americii.
Acestea includ:
- KCBS (AM) din San Francisco
- KMOX din St. Louis
- KNX (AM) din Los Angeles
- KRLD (AM) din Dallas
- KYW (AM) din Philadelphia
- WBBM (AM) din Chicago
- WBZ (AM) din Boston
- WCBS (AM) din New York
- WINS (AM) din New York
- WWJ (AM) din Detroit